# Вуйцик, Деннис
Деннис Марк Вуйцик (англ. Dennis Mark Wuycik; родился 29 марта 1950 года в Эмбридже, Пенсильвания, США) — американский профессиональный баскетболист, выступавший в Американской баскетбольной ассоциации, отыграв три из девяти сезонов её существования.

## Ранние годы
Деннис Вуйцик родился 29 марта 1950 года в городе Эмбридж (штат Пенсильвания), там же он учился в одноимённой средней школе, в которой играл за местную баскетбольную команду.